# Aphelandra taborensis
Aphelandra taborensis är en akantusväxtart som beskrevs av Emery Clarence Leonard. Aphelandra taborensis ingår i släktet Aphelandra och familjen akantusväxter. Inga underarter finns listade i Catalogue of Life.